# Alcmund de Derby
Alcmund de Derby o de Lilleshall (Northúmbria, s. VIII - Lilleshall, Shropshire, Anglaterra, 800) fou un príncep de Northúmbria. Mort assassinat fou considerat màrtir i és venerat com a sant per diverses confessions cristianes.

## Biografia

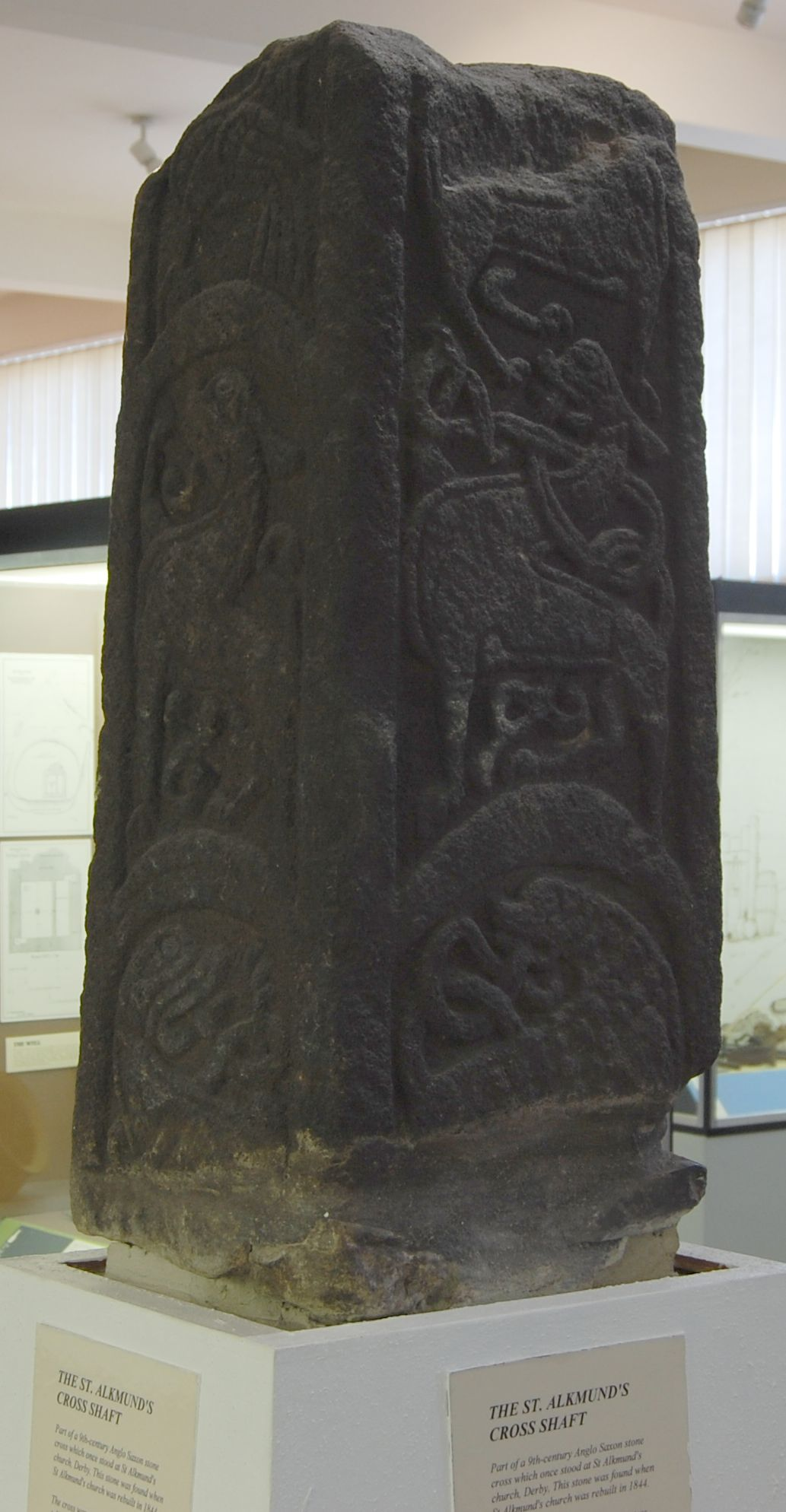
Creu de l'eix de la desapareguda Església de Sant Alkmund de Derby, actualment al Derby Museum and Art Gallery.

Alcmund, també escrit Alchmund, Ealhmund, Alhmund, Alkmund, o Alchmund fou fill del rei Alhred de Northúmbria. Després de més de vint anys a l'exili entre els pictes, com a resultat de lluites dinàstiques a Northúmbria, va tornar amb un exèrcit. Va ser assassinat l'any 800, d'alguna manera encara no aclarida, tot i que se sap que el rei Eardwulf de Northumbria en va ser responsable.

## Veneració
La seva mort va ser considerada com un martiri, i Alcmund com un sant, per la qual cosa la seva tomba esdevingué meta de peregrinació i s'hi construí una església.
Alcmund va ser enterrat a Lilleshall, al comtat de Shropshire, on es va informar dels seus miracles a la seva tomba. A causa de les incursions daneses, el seu cos va ser traslladat a Derby, i diverses esglésies dels voltants són (o van ser) dedicades a ell. La seva festa és el 19 de març.